# Përmet
Përmet (på albanska Përmet med böjningsformen Përmeti, på grekiska: Πρεμετή, Premetí̱) är en ort och kommun i Albanien.
Staden har ungefär 10 000 invånare (uppskattning 2011) och är huvudort i distriktet med samma namn. Staden är känd för sina maträtter och sin vinproduktion.
Përmet ligger i södra Albanien mellan floden Vjosa och en större bergskedja. Från vägen på östra sidan av floden till stadens centrum finns bara en enda bro. Det centrala torget ligger precis vid bron.

## Historia
Under andra världskriget blev staden i oktober 1940 erövrad av Grekland. Grekerna flyttade först under Nazitysklands Balkanfälttåg (april 1941). Sedan blev Përmet ett centrum för albanska partisaner och därför förstördes staden flera gånger av tyska eller italienska enheter. Under sommaren 1943 fick de kommunistiska partisanerna ett övertag och regionen blev ett av de första områdena utan ockupanter. Den 24 maj 1944 valde kongressen i Përmet den första regeringen av det fria Albanien.

## Kända personer från Përmet
- Simon Stefani (1929–2000), politiker
- Laver Bariu
- Adam Doukas - grekisk frihetskämpe
- Vasileios Ionnaidis - grekisk professor
- Antoneta Papapavli - skådespelerska
- Turhan Përmeti - Albaniens 3:e premiärminister
- Simon Stefani - politiker
- Mentor Xhemali - sångare